# Église Saint-Julien-l'Hospitalier-et-Saint-Blaise de Longsols
Pour les articles homonymes, voir Église Saint-Julien.
L'église Saint-Julien-l'Hospitalier-et-Saint-Blaise est une église à pans de bois située dans la commune de Longsols dans le Pays du Der (département de l'Aube), en France.

## Histoire
L'église était le siège d'un prieuré cure, du doyenné de Brienne, et dépendant de l'abbaye Saint-Loup de Troyes. Elle avait été échangée par Atton, évêque de Troyes, en 1140 pour la fondation de l'abbaye de Larrivour.
Elle fut reconstruite fin XVe siècle, début XVIe siècle.
Elle fait l’objet d’une inscription au titre des monuments historiques depuis le 5 juillet 1926.

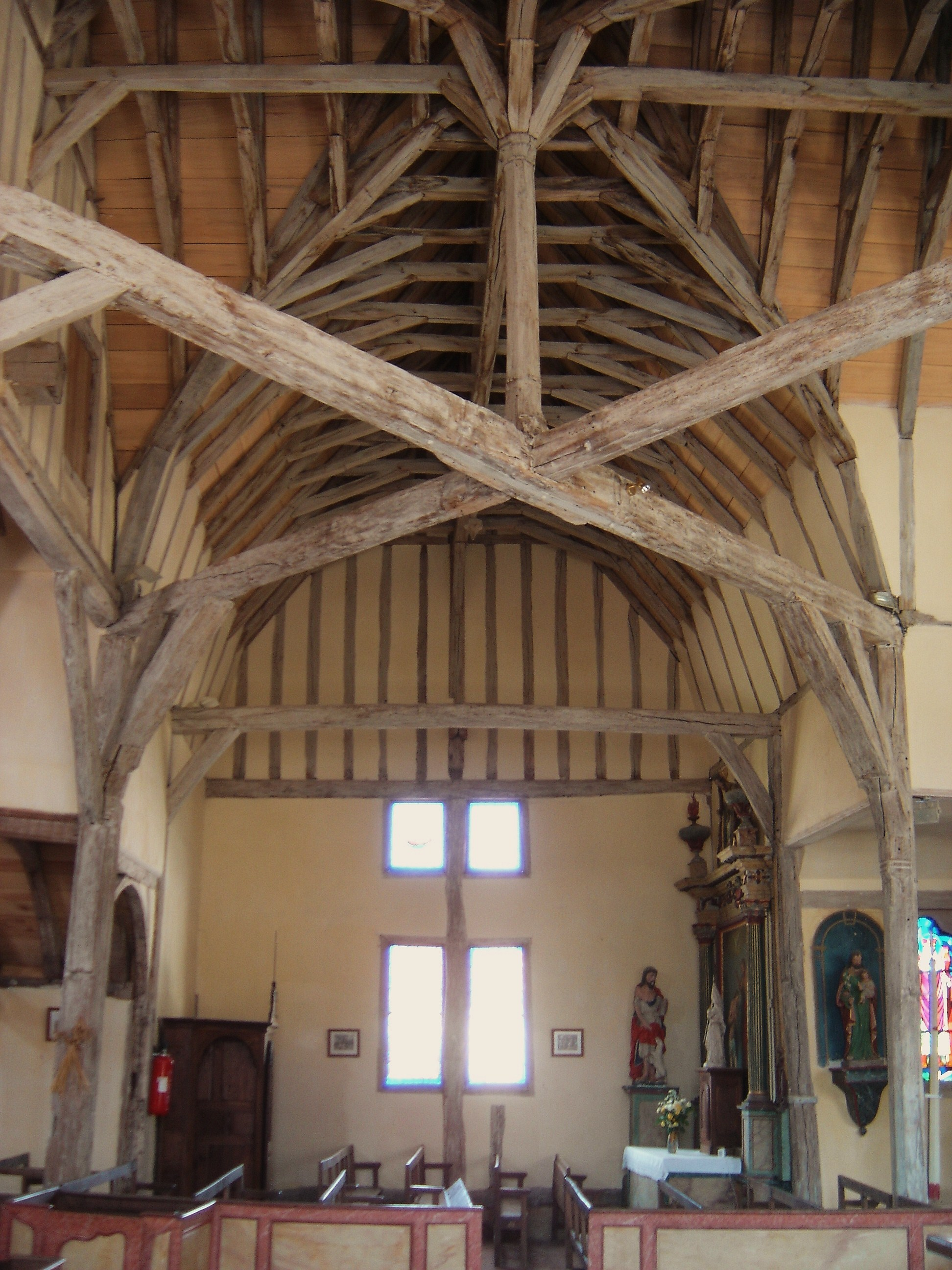
Charpente du transept.

## Description
Elle possède une charpente visible de l'intérieur, une grande flèche, plusieurs retables et quelques statues.

Église Saint-Julien-l'Hospitalier-et-Saint-Blaise
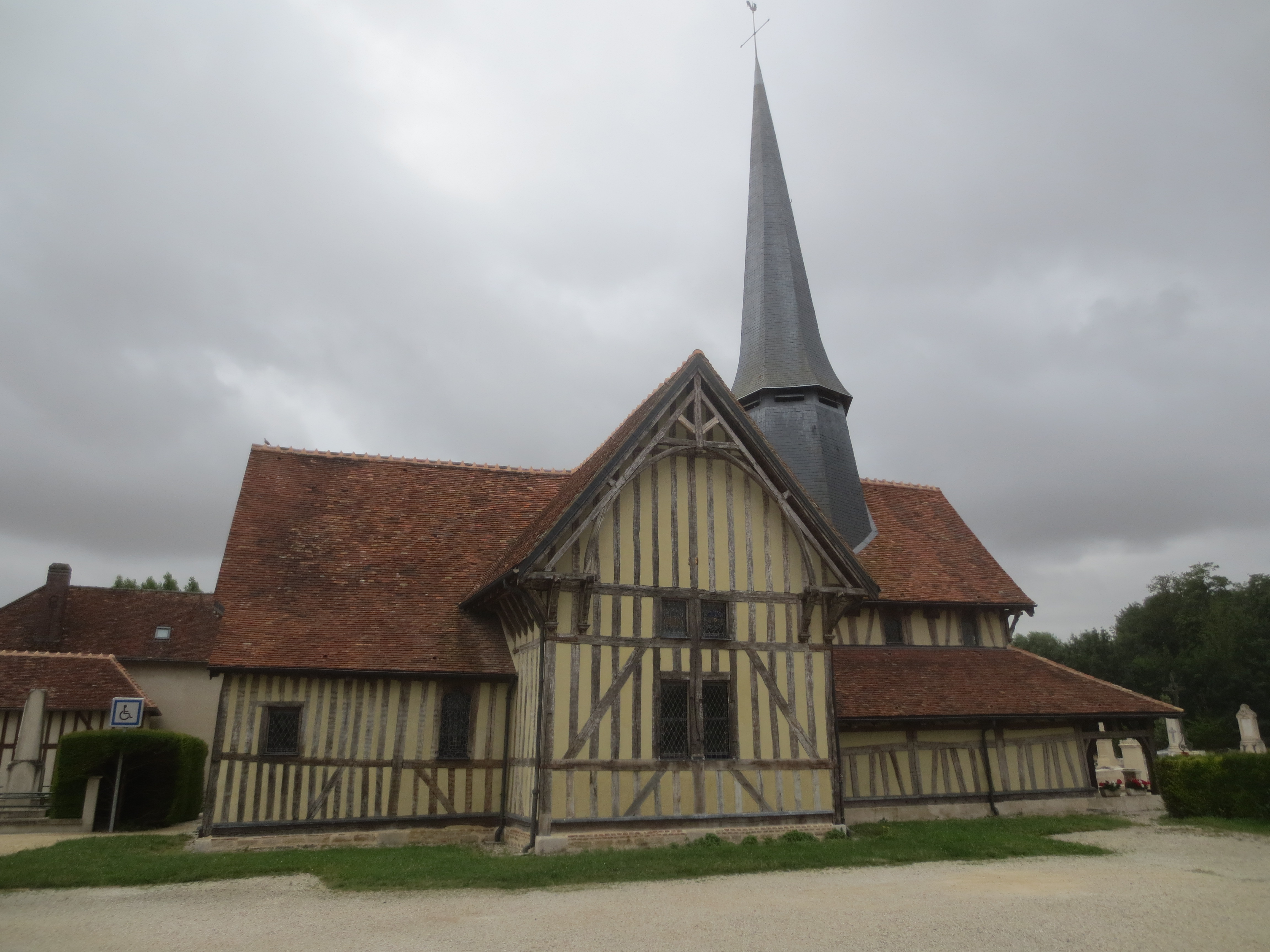
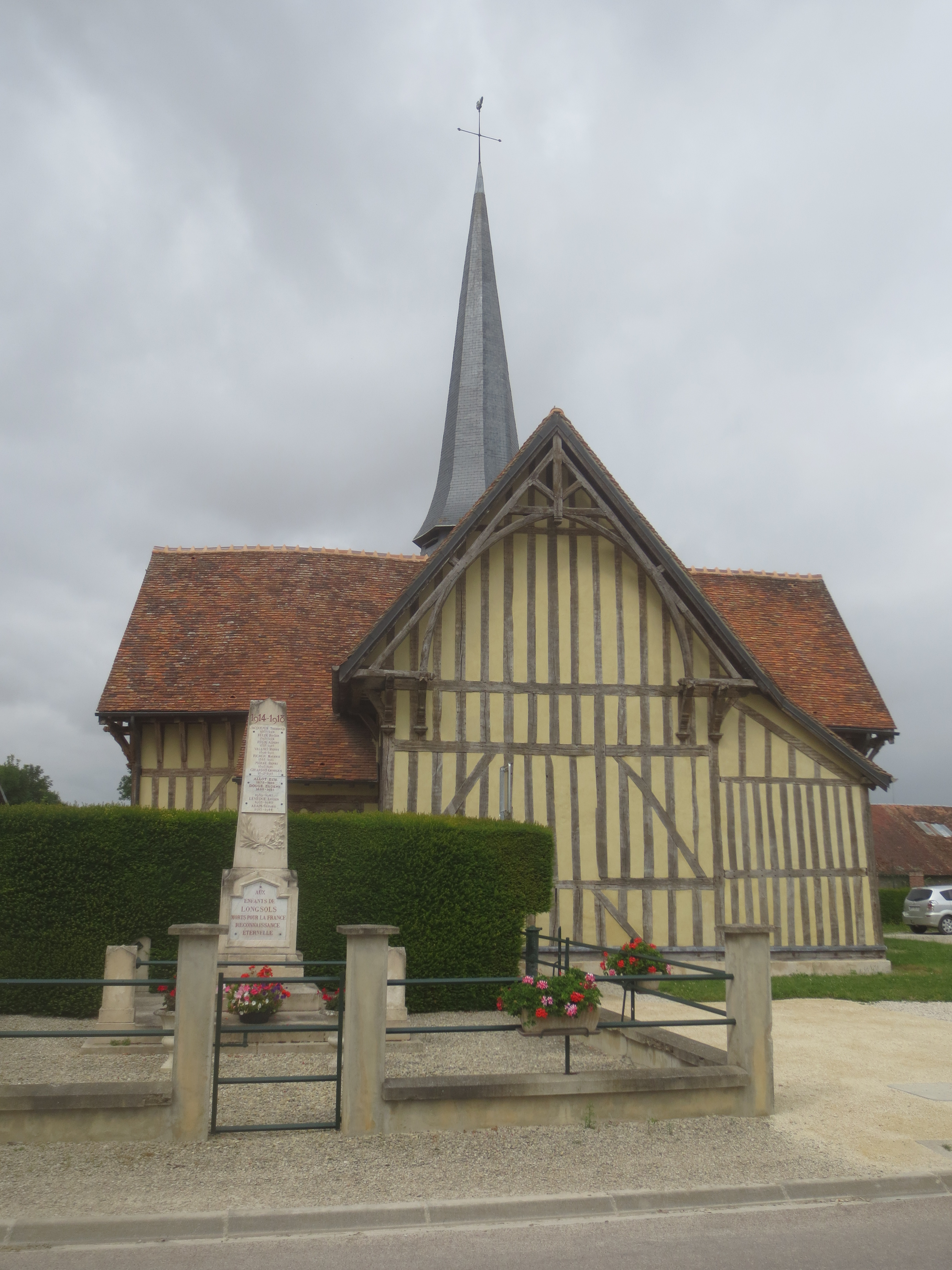
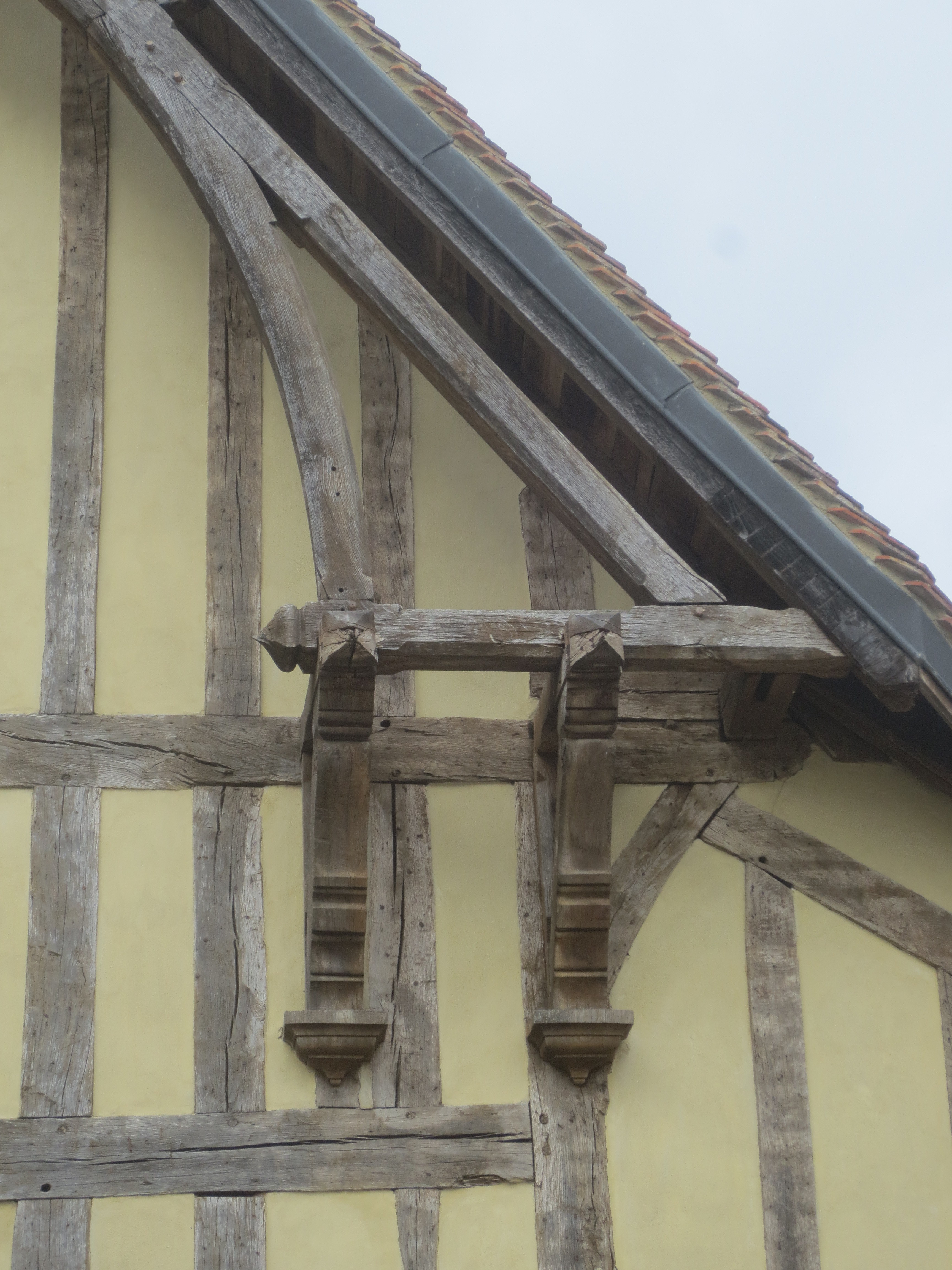
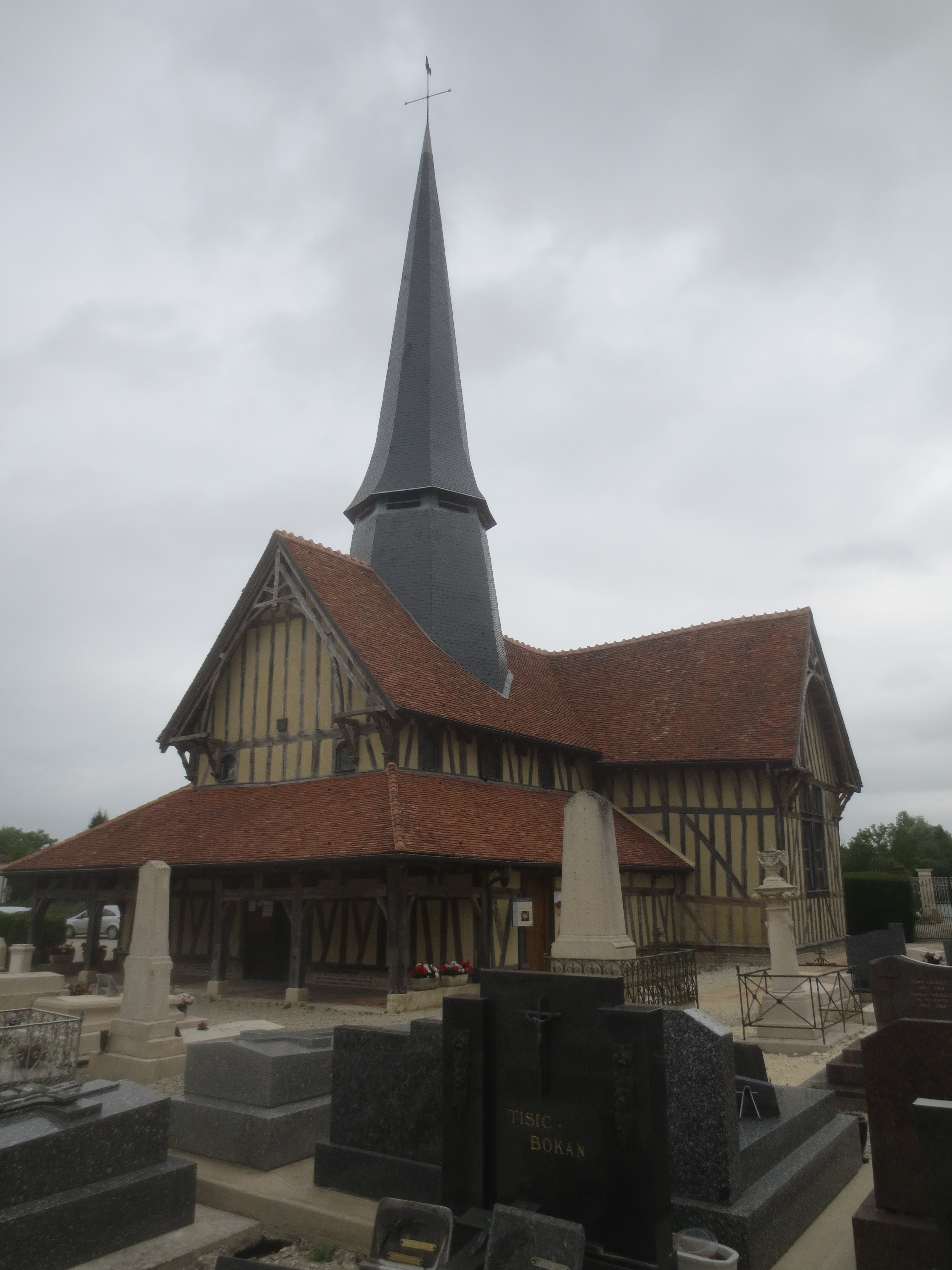
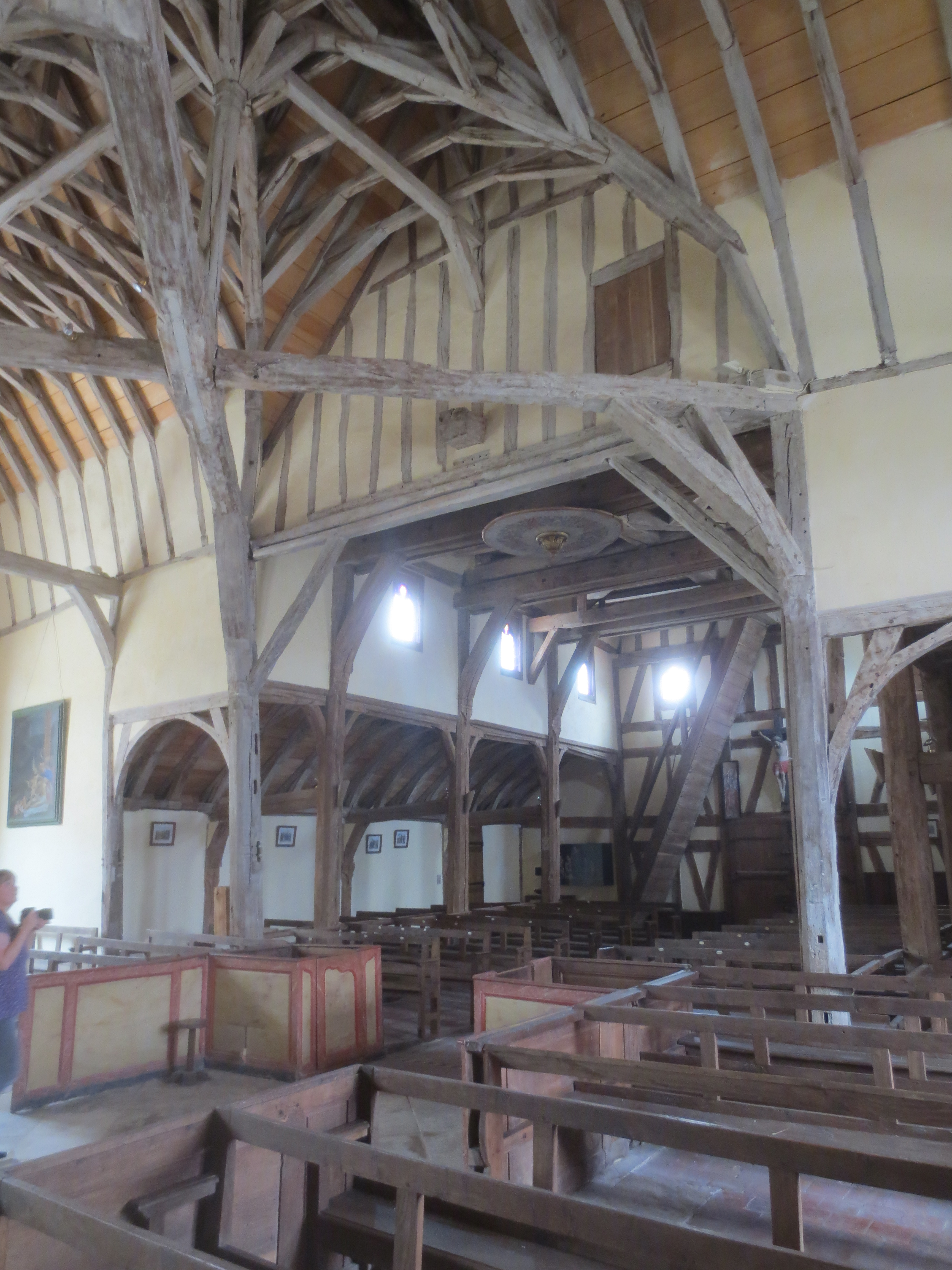